# La Cité des Insectes
 (février 2017).
Si vous disposez d'ouvrages ou d'articles de référence ou si vous connaissez des sites web de qualité traitant du thème abordé ici, merci de compléter l'article en donnant les références utiles à sa vérifiabilité et en les liant à la section « Notes et références ».
La Cité des Insectes de Nedde est située dans le parc naturel régional de Millevaches en Limousin, près du lac de Vassivière, en France.

## Présentation
Le parc et le musée entomologique de la Cité des Insectes sont consacrés à la découverte du monde des insectes et à la relation des insectes avec l'environnement et l'homme.
Le musée expose 400 m2 de collections sur les insectes qui se racontent historiquement, scientifiquement et artistiquement.
La visite commence avec le cabinet des curiosités, la salle des gravures, le bureau du naturaliste et ses collections de plus de 15 000 spécimens du monde entier, la salle des microscopes et des régimes alimentaires, le criquet géant interactif, la salle des milieux du Limousin, une exposition sur les insectes sociaux avec fourmilière vivante, une exposition sur « Insectes, Cultures et Traditions » et le vivarium.
La Cité des Insectes comprend aussi 8 000 m2 de jardins cultivés et naturels, un théâtre et un amphithéâtre. Les jardins avec mare, bassin et ruisseau sont aménagés et plantés pour les insectes. Les insectes sont les réels habitants des lieux.

## Mission
La mission de la Cité des Insectes :
- lieu d'éveil et de sensibilisation au monde des insectes, parce que leur rôle est essentiel pour l'équilibre écologique de la planète ;
- en plus de sa vocation éducative et pédagogique, La Cité des Insectes poursuit des missions culturelles et scientifiques avec des résidences de naturalistes et d'artistes ;
- la Cité des Insectes participe au développement du tourisme durable sur le Parc naturel régional de Millevaches en Limousin.